# Chondrodactylus turneri
Chondrodactylus turneri là một loài thằn lằn trong họ Gekkonidae. Loài này được Gray mô tả khoa học đầu tiên năm 1864.

## Hình ảnh

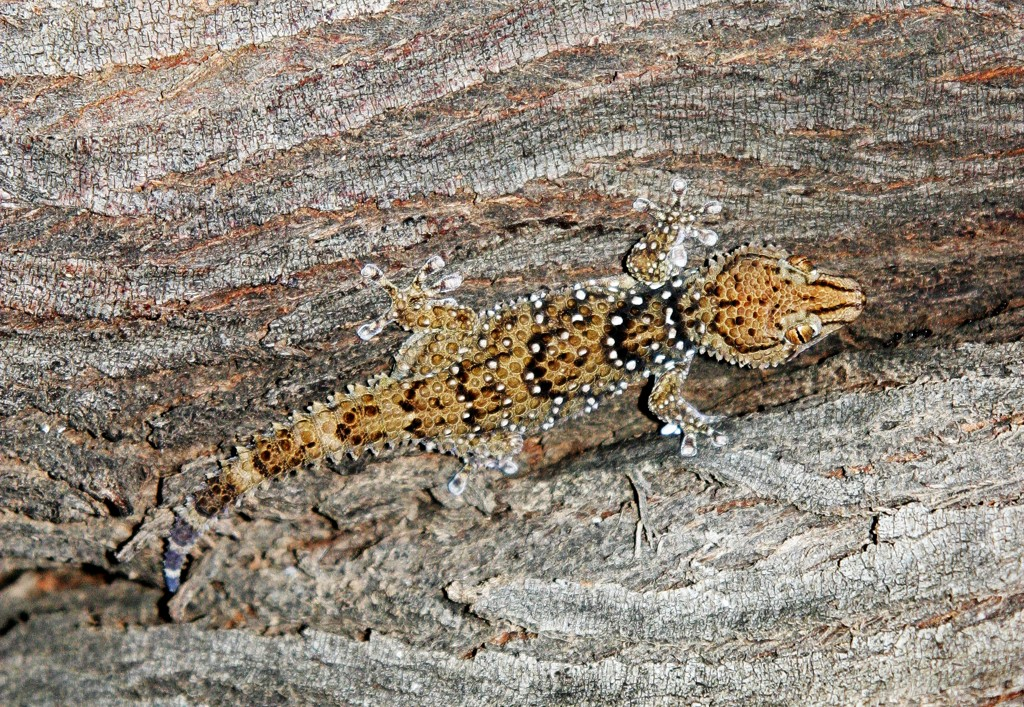